# Rejtő Gábor (költő)
Rejtő Gábor (Budapest, 1951. május 20. –) magyar költő, újságíró, zenész és dalszerző. 

## Élete
Budapesten született zsidó származású szülők egyetlen gyermekeként. A második világháború után édesanyja Auschwitzból, édesapja a keleti frontról, munkaszolgálatból tért haza, majd mindketten női fodrászként helyezkedtek el a fővárosban. Egy ideig úgy volt, hogy fiuk is folytatja a családi hagyományt, végül azonban tanulmányai elvégzése után gazdasági újságíró lett belőle, aki munkájának és megörökölt vagyonának köszönhetően ekkoriban kifejezetten jómódban élt.
A fordulat 2009 táján jött el a költő életében, amikor úgy döntött, szakít addigi pályájával és belső sugallataitól vezérelve a művészetnek szenteli életét. Korábbi budai otthonát hátrahagyva több különböző lakóhelyen is megfordult és olykor nélkülöznie kellett, míg végül barátai és támogatói közbenjárásával a VIII. kerületben, Józsefvárosban telepedett le.  
Rendszeresen részt vesz a kerület kulturális és szociális rendezvényein, mint amilyen a Fedő nélkül nevű ételosztó kezdeményezés vagy az Internép Café művészeti programjai. Emellett számos egyéb művésztelepen és alkotóközösségben is megfordult korábban. 

## Költészete
Az irodalommal és a zenével is többnyire autodidakta módon kezdett foglalkozni, a hitelességet pedig a mai napig előbbre valónak tartja a merev professzionalizmusnál. Költeményeinek döntő többsége valamilyen módon ragaszkodik a rímekhez, illetve a kötött formákhoz és ritmusokhoz. Ennek oka, hogy a versek egy része már az eredeti szerzői szándék szerint is dalszövegként (Rejtő gyakori kifejezésével élve: dalszövetként) funkcionál. Ebből fakadóan a strófákra tagolt szerkezet és a refrén gyakran megjelennek a versekben, emellett pedig a különféle szójátékok is (főként a címekben). A zsidó és a keresztény kultúra mellett a buddhizmus, a hinduizmus és keleti gondolkodás elemei is sokszor jelennek meg a műveiben.
Erősen spirituális alkatként a költő hisz benne, hogy az ihlet kozmikus üzenetként, felsőbb utasításra érkezik, az alkotó pedig egy sokkal magasabb rendű isteni akarat végrehajtásának eszköze. Spiritualitása tetten érhető az olyan gyakori motívumok megjelenésében, mint az Isten, az angyalok, az ördögök, a pokol, a szerelem, a halál, a szenvedés vagy Lucifer alakja, emellett a forradalmiság, a társadalomkritika, a tömegek felrázása, a szűkebb és tágabb haza iránti felelősségérzet is visszaköszön írásaiból. Költői hangnemét alapvetően a közvetlenség jellemzi: az olvasó kéz a kézben indul utazásra a lírai énnel a nem egyszer meseszerű vagy meghökkentő és szürreális asszociációk világába. Emellett a játékosság, a pátosz vagy éppen a cinizmus is szerepet kap egyes témák esetében a versekben.
Több folyóiratban is publikált az évek során, mint A hetedik, a Kalamáris, az ÚjNautilus, a Litera-Túra Magazin és a Szövet felületein, emellett ismerősei és barátai támogatásával három verseskötete jelent meg magánkiadásban. Újságíróként a Zala interjú - Interjú Zala Júliával, valamint a Reform (év)fordulón című kötetek szerzője (utóbbi Ferber Katalinnal közös munkája).

## Zenéje
Kamaszkorában kezdett gitározni, majd hosszú évekre, egészen művészi elhivatottságának kibontakozásáig szüneteltette a zenélést. Cseh Tamás és Bereményi Géza szöveg- valamint zenei világa jelentősen hatott rá, de Leonard Cohenhez és Bob Dylanhez is szokták hasonlítani dalainak stílusát. Műfaj tekintetében a klasszikus, 60-as és 70-es évekbeli beat zenéhez és az alternatív irányzatokhoz lehet sorolni magyar nyelvű, akusztikus gitárra írt szerzeményeit. Az őt ért zenei hatások ellenére szinte egyáltalán nem foglalkozik feldolgozásokkal – inkább alkotó művésznek tartja magát, aki úgy érzi, kizárólag a saját dalait tudja átadni hiteles és önazonos módon.
Hallgatótábora olykor megzenésített versekként is hivatkozik a dalaira. Ritmikailag gyakran megjelennek a beat mellett a tangó, a rondó, a country, a ballada és a magyar népzene elemei is szerzeményeiben, amelyek többnyire egyszerű, letisztult, mégis erőteljes akkordmenetekre épülnek. Habár Rejtő a dalszerzés kapcsán is fontosnak tartja a szöveget (amely dalszerzéskor időben gyakran meg is előzi nála a zenei alapot), a vele együtt dolgozó zenészek általában a dalok muzikalitását is ugyanilyen fontosnak tartják. Szerkezetileg a hangsúlyos részeknél beiktatott kiállások, illetve a rondószerkezetű versszak-refrén váltakozások is jellegzetes visszatérő megoldások zenéjében.
Aktív zenei pályafutása során Rejtő Gábor számos előadóval dolgozott együtt és több formációnak is tagja volt, mint az RTP csoport vagy A láthatatlan negyedik. Adott elő emellett már Sztuchlik Andreával, Szecsődy Péterrel, Helle Maximiliannal, Sajtos Sándorral, Mülhauser Martinával és Keresztes Barnával. Többek között az említett zenészekkel közösen adott ki albumot saját dalaiból Érkezési oldal címmel.
2024 vége óta alkot és lép fel közösen Ocsovai Ferenccel, aki improvizatív gitárszólókkal és arpeggio játékkal egészíti ki Rejtő zenei ötleteit. Gitárja mellett már-már elengedhetetlen védjegye kalapja, amelyet általában a fellépéseken is visel.Jellegzetes előadásmódja miatt, amelynek során hol énekli, hol szavalja az adott dal sorait, többször is hivatkoznak rá nem csak a zenész, hanem az ,,énekmondó" jelzővel is.

## Verseskötetei
- Isten ostroma (magánkiadás, 2015)
- A rózsatüzér (magánkiadás, 2021)
- Keresztkérdés: szeretsz-e? (magánkiadás, 2024)